# Berberis duclouxiana
Berberis duclouxiana är en berberisväxtart som först beskrevs av François Gagnepain, och fick sitt nu gällande namn av J. E. Laferriere. Berberis duclouxiana ingår i släktet berberisar, och familjen berberisväxter. Inga underarter finns listade i Catalogue of Life.